# Comuna Măceșu de Jos, Dolj
Măceșu de Jos este o comună în județul Dolj, Oltenia, România, formată din satele Măceșu de Jos (reședința) și Săpata.

## Demografie
Componența etnică a comunei Măceșu de Jos
     Români (94,88%)
     Alte etnii (0%)
     Necunoscută (5,12%)
Componența confesională a comunei Măceșu de Jos
     Ortodocși (93,94%)
     Alte religii (0,6%)
     Necunoscută (5,46%)
Conform recensământului efectuat în 2021, populația comunei Măceșu de Jos se ridică la 1.172 de locuitori, în scădere față de recensământul anterior din 2011, când fuseseră înregistrați 1.338 de locuitori. Majoritatea locuitorilor sunt români (94,88%), iar pentru 5,12% nu se cunoaște apartenența etnică. Din punct de vedere confesional, majoritatea locuitorilor sunt ortodocși (93,94%), iar pentru 5,46% nu se cunoaște apartenența confesională.

## Politică și administrație
Comuna Măceșu de Jos este administrată de un primar și un consiliu local compus din 9 consilieri. Primarul, Mihai Bojin[*], de la Partidul Social Democrat, este în funcție din 2012. Începând cu alegerile locale din 2024, consiliul local are următoarea componență pe partide politice:
|  | Partid                          | Consilieri | Componența Consiliului | Componența Consiliului | Componența Consiliului | Componența Consiliului | Componența Consiliului | Componența Consiliului | Componența Consiliului |
|  | ------------------------------- | ---------- | ---------------------- | ---------------------- | ---------------------- | ---------------------- | ---------------------- | ---------------------- | ---------------------- |
|  | Partidul Social Democrat        | 7          |                        |                        |                        |                        |                        |                        |                        |
|  | Alianța pentru Unirea Românilor | 1          |                        |                        |                        |                        |                        |                        |                        |
|  | Partidul Național Liberal       | 1          |                        |                        |                        |                        |                        |                        |                        |

## Personalități
- Ștefan Berceanu (1914 - 1990), medic și dramaturg.